# Лопенник-Гурни
Лопенник-Гурни (пол. Łopiennik Górny), давніше Лопінник Лядський — село в Польщі, у гміні Лопенник-Гурни Красноставського повіту Люблінського воєводства. Населення — 542 особи (2011).

## Історія
За люстрацією 1570 року належав до Красноставського староства.
У 1975—1998 роках село належало до Холмського воєводства.

## Населення
Демографічна структура станом на 31 березня 2011 року:
|          | Загалом | Допрацездатний вік | Працездатний вік | Постпрацездатний вік |
| -------- | ------- | ------------------ | ---------------- | -------------------- |
| Чоловіки | 263     | 44                 | 169              | 50                   |
| Жінки    | 279     | 47                 | 157              | 75                   |
| Разом    | 542     | 91                 | 326              | 125                  |